# Thalenpark
Het Thalenpark is een kleinschalig park de wijk De Swetten in de Friese plaats Drachten. Het park heeft een open structuur met bomen, grasveld en een haakvormige vijver met trappen en een cascade.

## Geschiedenis
Het park is in 1958 door de Utrechtse tuinarchitect Hein Otto (1916-1994) ontworpen en genoemd naar Jan Lourens Thalen die van 1956 tot 1960 burgemeester was van de gemeente Smallingerland waarvan Drachten de hoofdplaats is. Tot 1989 stond in het park een houten toren met een beiaard. De klokken kregen in 1996 een plek in het nieuwe carillon in het centrum van Drachten.

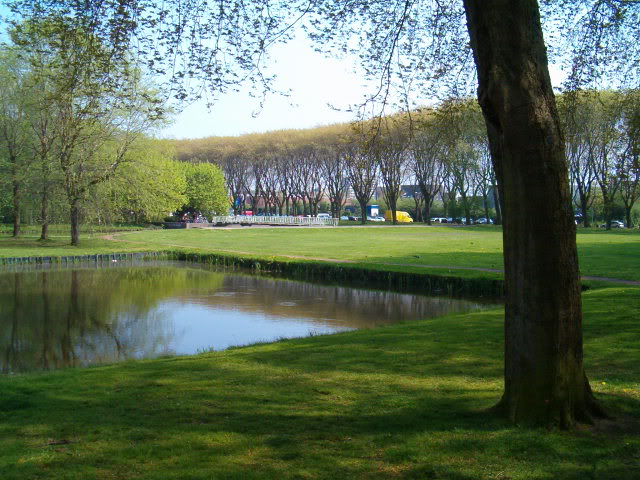
Het Thalenpark in 2004, voor de vernieuwing van het park.

Aan het begin van de 21e eeuw was het park behoorlijk vervallen. Er werd een actiegroep 'Red het Thalenpark' opgericht. Na veel controverse en discussies over vorm en vooral bestemming lag er in het voorjaar van 2010 een plan voor de vernieuwing van het park. De hoofdstructuur van het oorspronkelijke ontwerp zou intact blijven maar er werden nog enkele zaken aan toegevoegd, zoals muziekpodia. De werkzaamheden werden gestart in de zomer van 2010 en in september 2011 kon het nieuwe park officieel geopend worden.
In juni 2014 werd het Thalenpark een potentieel nieuw rijksmonument in het kader van het Beschermingsprogramma Wederopbouw 1959-1965, een lijst van 90 objecten uit de tweede helft van de wederopbouwperiode. In het voorjaar van 2018 is het park door de Rijksdienst voor het Cultureel Erfgoed aangewezen als rijksmonument.